# Cantonul Aumale
Cantonul Aumale este un canton din arondismentul Dieppe, departamentul Seine-Maritime, regiunea Haute-Normandie, Franța.

## Comune
| Comune                    | Populație (1999) | Cod poștal | Cod INSEE |
| ------------------------- | ---------------- | ---------- | --------- |
| Aubéguimont               | 176              | 76390      | 76028     |
| Aumale                    | 2 577            | 76390      | 76035     |
| Le Caule-Sainte-Beuve     | 402              | 76390      | 76166     |
| Conteville                | 454              | 76390      | 76186     |
| Criquiers                 | 602              | 76390      | 76199     |
| Ellecourt                 | 150              | 76390      | 76233     |
| Haudricourt               | 443              | 76390      | 76344     |
| Illois                    | 266              | 76390      | 76372     |
| Landes-Vieilles-et-Neuves | 132              | 76390      | 76381     |
| Marques                   | 238              | 76390      | 76411     |
| Morienne                  | 178              | 76390      | 76606     |
| Nullemont                 | 102              | 76390      | 76479     |
| Richemont                 | 447              | 76390      | 76527     |
| Ronchois                  | 169              | 76390      | 76537     |
| Vieux-Rouen-sur-Bresle    | 643              | 76390      | 76739     |